# Rym Breidy
Rym Saidi Breidy (21 de junio de 1986) es una modelo y actriz tunecina.

## Carrera
Comenzó su carrera como modelo en 2003 después de ganar el concurso Elite Model Look Túnez. En 2006, ganó la primera edición del concurso de moda árabe MISSION FASHION bajo la supervisión de la diseñadora Elie Saab.
En 2007, firmó con una agencia en París y ahora es representada por MP Models 
También es representada por Profile models en Londres, Women Model Managementt en Milán, MP Management en París, One.1 management en Nueva York, Munich models en Alemania, MP Mega en Miami.
En Italia, se volvió conocida por la campaña WIND (Italia) junto al comediante Giorgio Panariello y luego su aparición como la madre naturaleza (madre natura) en el programa italiano Ciao Darwin.

### Embajadora turística de Túnez
En Túnez, Breidy ha participado en campañas para promocionar el turismo nacional. También ha sido es el rostro de la agencia de viajes Traveltodo desde 2013.

## Vida personal
Desde 2008, Breidy reside en Milán. Ha estudiado economía y matemática en su tiempo libre. El 16 de julio de 2017, se casó con el presentador de televisión libanés Wissam Breidy en Milán. La pareja se conoció en la versión libanesa de Dancing With The Stars en 2016.
En marzo de 2018 anunció que estaba embarazada de su primer hijo. Dio a luz a una niña llamada Bella Maria Breidy el 8 de septiembre de 2018.